# デニス・アレクセーエフ
デニス・アレクセーエフ（Denis Sergeyevich Alekseyev, ロシア語: Денис Сергеевич Алексеев, 1987年12月21日 - ）はロシアの陸上競技選手。専門は400m。
2007年、ヨーロッパU23陸上選手権（デブレツェン）の400mで優勝、世界陸上選手権大阪大会の4×100mリレーで5位に、 2008年の世界室内陸上選手権（バレンシア）の400mでは準決勝4位、北京オリンピックの400mで45秒52の5位、4×400mリレーで銅メダルを獲得した。